# Jugoslawische Beachhandball-Nationalmannschaft der Frauen
Die jugoslawische Beachhandball-Nationalmannschaft der Frauen repräsentierte den Jugoslawischen Handball-Verband als Auswahlmannschaft auf internationaler Ebene bei Länderspielen im Beachhandball gegen Mannschaften anderer nationaler Verbände. Den Kader nominierte der Nationaltrainer.
Das männliche Pendant war die Jugoslawische Beachhandball-Nationalmannschaft der Männer.

## Geschichte
Die jugoslawische Beachhandball-Nationalmannschaft war eine der frühen europäischen Gründungen Ende der 1990er Jahre in dieser damals noch sehr jungen Sportart. Sie gehörte im Jahr 2000 zu den acht Premierenteilnehmerinnen der Europameisterschaften. Bei ihren beiden Teilnahmen erreichte die Mannschaft jeweils das Halbfinale, 2002 wurde die Bronzemedaille gewonnen.
Nach Auflösung Jugoslawiens im Februar 2003 wurde die Serbisch-montenegrinische Nationalmannschaft direkte Nachfolgerin.

## Teilnahmen
| World Games - 2001: nicht eingeladen | Europameisterschaften - 2000: 4. - 2002: 3. |